# Умар Хавсави
Умар Хавсави (араб. عمر هوساوي‎, 27 сентября 1985) — саудовский футболист, защитник клуба «Аль-Иттихад» и сборной Саудовской Аравии.

## Клубная карьера
В 2009-2011 годах Умар Хавсави выступал за клуб саудовского Первого дивизиона «Аль-Шола». В конце января 2011 года он перешёл в «Аль-Наср». 24 февраля того же года он дебютировал в саудовской Про-лиге, выйдя в основном составе в домашнем матче против «Аль-Фейсали». 21 апреля того же года Умар Хавсави забил свой первый гол в рамках Про-лиги, ставший единственным и победным в домашней игре с «Аль-Раедом».

## Карьера в сборной
9 сентября 2013 года Умар Хавсави дебютировал в составе сборной Саудовской Аравии в матче против команды Тринидада и Тобаго, проходившем в рамках Кубка OSN в Саудовской Аравии, выйдя в основном составе. 14 октября 2014 года он забил свой первый гол за национальную сборную, отметившись в домашней товарищеской игре с Ливаном.

## Достижения
«Аль-Наср»
- Чемпион Саудовской Аравии (2): 2013/14, 2014/15